# Liancourt-Saint-Pierre
Liancourt-Saint-Pierre là một xã thuộc tỉnh Oise trong vùng Hauts-de-France tây bắc nước Pháp. Xã này nằm ở khu vực có độ cao trung bình 108 mét trên mực nước biển.